# Іспансько-хорватські відносини

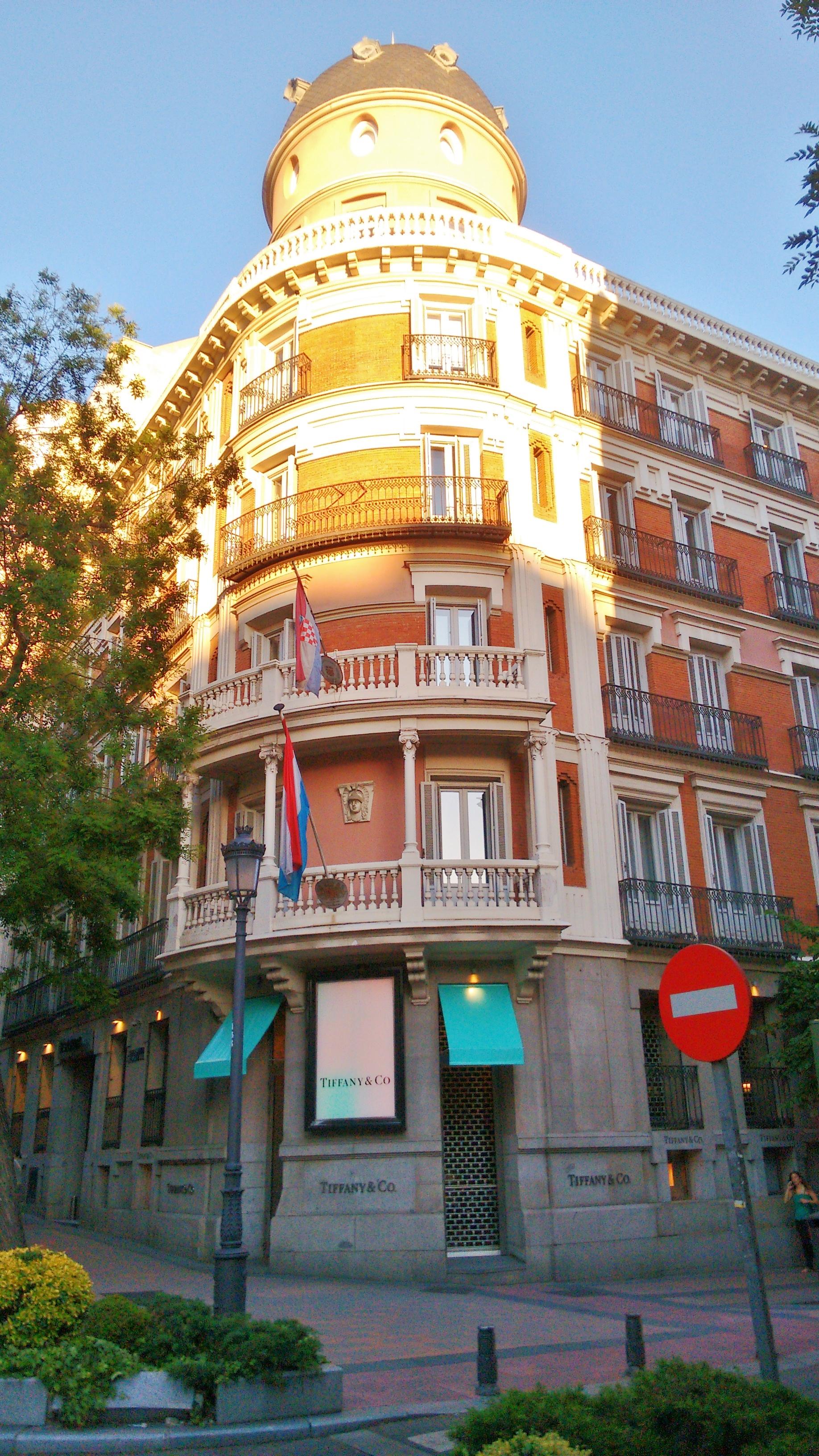
Посольство Іспанії в Загребі

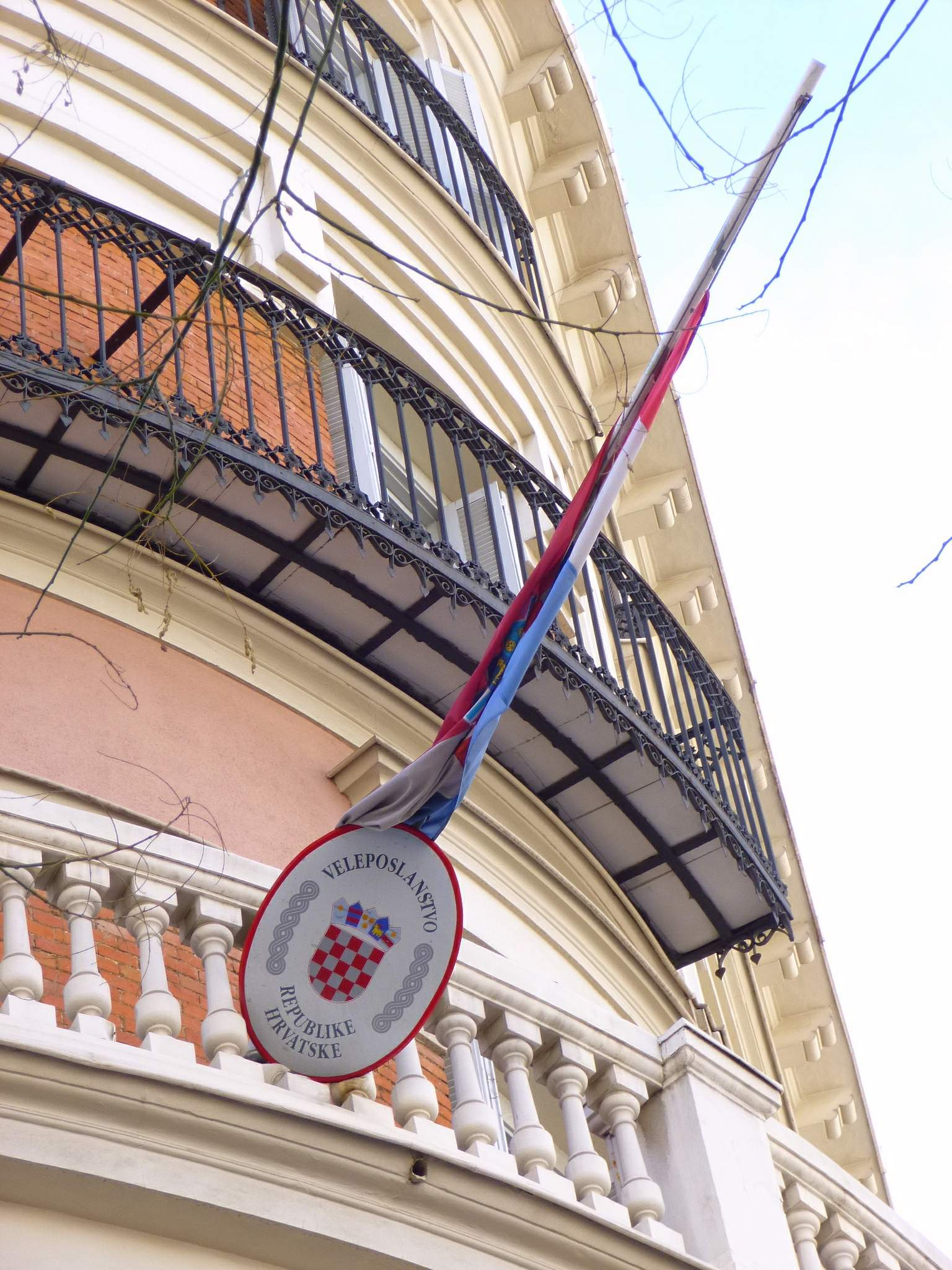
Посольство Хорватії в Мадриді

Іспансько-хорватські відносини (ісп. relaciones hispano-croatas, хорв. španjolsko-hrvatski odnosi) — історичні та поточні двосторонні відносини між Іспанією та Хорватією. 
Взаємини між цими країнами переважно позитивні, а на нинішньому етапі — винятково добрі, дружні та союзницькі. Обидві держави — повноправні члени Європейського Союзу і НАТО, вступ Хорватії до яких повністю підтримувала Іспанія. Остання в особі голови уряду Педро Санчеса також висловила підтримку Іспанії приєднанню Хорватії до єврозони та Шенгенської зони.
Іспанія має посольство в Загребі та почесні консульства у Дубровнику і Спліті, а Хорватія має посольство в Мадриді та консульство у Памплоні.

## Історія

### Початки
Хорватсько-іспанські відносини сягають сивої давнини. Вважається, що хорвати вперше ступили на Піренейський півострів у Х столітті як воїни удачі при дворі кордовських халіфів, де, за словами іспанських істориків, вони відзначилися в боях проти берберів. Визначний середньовічний учений і філософ Герман Далматинський працював у знаменитій Толедській школі перекладачів. Тим часом торгівці зі східного узбережжя Піренейського півострова почали прибувати до міст на східному узбережжі Адріатики, а Арагонське королівство настільки поширило свою владу вздовж Середземного моря, що король Арагону та завойовник Середземномор'я Альфонсо V Великодушний титулував себе «королем Далмації, Хорватії, Сербії та Болгарії». У XV столітті в Дубровнику був консул, який відповідав за каталонські торговельні судна та інтереси.
У XVI сторіччі під час Ускоцької війни 1516—1518 років Іспанська імперія офіційно виступила на боці Хорватського королівства проти Венеції та Османської імперії. Обравши в 1527 році династію Габсбургів своїм сувереном, Хорватія опинилася під тією ж короною, що й Іспанія, тому в рамках цієї структури було здійснено низку політичних і військових контактів. Іспанські війська часто перебували на хорватських землях, де брали участь у битвах. Аж до ХХ ст. в усній народній творчості Конавле зберігалася історія про іспанських вояків, які наважувалися на вилазки в околиці Дубровника зі свого форту в Герцег-Новий. 
У XVI сторіччі Дубровницька республіка мала консульства в іспанських портах Валенсія, Аліканте, Картахена та Кадіс. Вона виробила нову форму альянсу з іспанським двором: шляхом прямих переговорів у дворі (Марин Заманя), а також через іспанського посла у Венеції та двір іспанського віцекороля в Неаполі, Дубровницька республіка, спираючись на колишні консульські зв'язки, погодилася на постійну, але таємну розвідувальну службу, яка б інформувала іспанців про ситуацію в Османській імперії. Крім того, торгівці з Дубровницької республіки часто відігравали вирішальну роль під час ключових переговорів між іспанцями та османами в Стамбулі та під час викупу або обміну іспанських бранців навзамін за те, що іспанці надали їм торговельні привілеї в частинах Середземномор'я, що перебували під управлінням Іспанії.
У XIX столітті з міркувань торгівлі іспанці дуже зацікавилися портом Рієка, відтак вони відкрили там консульство, яке піклувалося про їхні торговельні інтереси та судноплавні компанії, які підтримували жваву торгівлю між західним і східним узбережжям Середземного моря.

### Югославські часи та доба НДХ
Багато хорватів у числі югославських добровольців брали участь у громадянській війні в Іспанії, де воювали переважно на боці республіканців. Чи не найвідомішим із них був майбутній президент комуністичної Югославії Йосип Броз Тіто. З близько 1660 югославських бійців інтернаціональних бригад майже половину становили хорвати з Хорватії та Боснії і Герцеговини. У складі інтербригади ім. Авраама Лінкольна діяв невеликий підрозділ, названий на честь Матії Губеця. Хорватська громадськість дуже чутливо сприймала громадянську війну в Іспанії, яка добре висвітлювалася в хорватських засобах масової інформації та на політичній арені. Члени Партії права молодого віку надіслали телеграму підтримки націоналісту Франциско Франко, у той час як Комуністична партія Югославії виряджала добровольців на допомогу республіканцям. Партійні або католицькі ЗМІ, такі як Hrvatska straža (праві) чи Proleter (ліві), подавали інформацію згідно зі своєю ідеологією: Hrvatska straža щодня писала про переслідування релігії та злочини республіканців і закликала до «спільної борні проти червоної небезпеки та привидів атеїзму», а Proleter писав про злочини націоналістів і закликав до «міжнародного двобою проти лиха фашизму», засуджуючи церкву як співвідповідальну за злочини. Ліва преса постійно наголошувала на важливості боротьби за національні права каталонців, басків та інших, порівнюючи це з поганим становищем хорватів у Королівстві Югославія, тоді як права преса (усташі), борючись проти сербського унітаризму в Королівстві Югославія, не приділяла особливої уваги прагненням каталонців і басків в Іспанії. Католицька церква постійно підкреслювала антирелігійний та антиклерикальний характер республіканців, зображуючи Франко поборником віри, церкви та християнської традиції.
Франкістська Іспанія була єдиною країною поза державами Осі, яка дипломатично визнала Незалежну Державу Хорватія (НДХ) — маріонеткову державу нацистської Німеччини.
Після Другої світової війни та знищення фашистської НДХ Іспанія на чолі з Франциско Франко прийняла багато тих, хто втік із визволеної партизанами території, де виникла Демократична Федеративна Югославія, включаючи диктатора Анте Павелича та його родину.
У 1972 році в Іспанії знайшли притулок хорватські терористи, які з політичних мотивів 1971 року в Стокгольмі вбили посла Соціалістичної Федеративної Республіки Югославії в Королівстві Швеція Владимира Роловича.

### Незалежна Хорватія
Після проголошення Хорватією незалежності від Югославії Іспанія визнала Хорватію 15 січня 1992 року. Дипломатичні відносини між двома державами було встановлено 9 березня 1992 року.
2 лютого 1994 і 16 серпня 1995 Хорватію відвідав міністр закордонних справ Іспанії Хав'єр Солана. Своєю чергою, 28 червня 1994 року Іспанію відвідав міністр закордонних справ Хорватії Мате Гранич. 12 лютого 1996 в Хорватії перебував із візитом міністр закордонних справ Іспанії Карлос Вестендорп, а 11 листопада 2000 — міністр закордонних справ Хосеп Піке. 21 липня 1997 Іспанію відвідав прем'єр-міністр Хорватії Златко Матеша, а 10 жовтня 2000 — Президент Хорватії Степан Месич, який ще раз відвідав Іспанію 8 березня 2005. 24 листопада 2000 року в Хорватії перебував прем'єр-міністр Іспанії Хосе Марія Аснар, а 25 жовтня 2001 в Іспанії перебував прем'єр-міністр Хорватії Івиця Рачан. 1 березня 2001 року Іспанію відвідав міністр закордонних справ Хорватії Тоніно Піцула, а 9 червня 2004 — його наступник на цій посаді Міомир Жужул. 19 травня 2005 в Хорватії перебував міністр закордонних справ Іспанії Мігель Анхель Моратінос.
Іспанія надала рішучу підтримку вступу Хорватії до ЄС. 1 липня 2013 року Іспанія привітала приєднання Хорватії до ЄС, повісивши на мадридському палаці Сібелес винайдений хорватами червоний «крават».
У жовтні 2021 року Педро Санчес здійснив перший в історії іспано-хорватських відносин офіційний візит голови уряду Іспанії в Хорватію, де в Загребі зустрівся з прем'єр-міністром Хорватії Андреєм Пленковичем.
У березні 2022 року Іспанію відвідав Андрей Пленкович, зробивши перший за 25 років офіційний візит хорватського прем'єр-міністра до цієї країни. Відповідні міністри науки обох держав підписали спільну декларацію, в якій оголосили про підтримку Хорватією «Міжнародної установки опромінення термоядерних матеріалів — демонстраційного джерела нейтронів» — проєкту, який збираються втілити в Гранаді.
16—17 листопада 2022 року Хорватію з офіційним візитом відвідали король Іспанії Феліпе VI і королева Летиція, що стало першим в історії офіційним візитом іспанських монархів до Хорватії. У перший день візиту король зустрівся та провів розмову з Президентом Хорватії Зораном Мілановичем.

## Економічне співробітництво
Упродовж 26 років експорт Хорватії до Іспанії зріс у річному обчисленні на 10%, з 28,2 млн доларів США у 1995 році до 339 млн доларів США у 2021 році, а експорт Іспанії в Хорватію зріс у річному обчисленні на 9,78%, з 58,4 млн доларів у 1995 році до 661 мільйона доларів у 2021 році. Основними виробами, які Хорватія експортувала в Іспанію 2021 року, були трикотажні шкарпетки та панчішно-шкарпеткові вироби ($37,6 млн), вакцини, кров, антисироватки, токсини та культури ($23,8 млн) і неупаковані ліки ($22,3 млн). Основною продукцією, яку Іспанія експортувала в Хорватію 2021 року, були автомобілі ($39,9 млн), молюски ($36,9 млн) і свинина ($35,1 млн).
Останнім часом між двома державами значно зросло повітряне сполучення.